# Hubert Anson Newton
Pour les articles homonymes, voir Newton.
Hubert Anson Newton (né le 19 mars 1830 - mort le 12 août 1896) est un astronome et mathématicien américain. Président de l'American Association for the Advancement of Science (1885), membre de la Royal Society of Edinburgh et de la Royal Astronomical Society de Londres, il est surtout connu pour ses recherches sur les météores.

## Biographie
Né à Sherburne (New York), il est diplômé de l'université Yale en 1850. En 1855, il devient professeur de mathématiques à Yale. Ses travaux portent principalement sur l'étude des lois des météores et des comètes.
En 1861, il supervise le travail de la Connecticut Academy of Arts and Sciences concernant les météores d'août et de novembre. Il devient une sommité internationale dans le domaine, publiant plusieurs articles sur le sujet dans des revues telles Memoirs of the National Academy, Journal of Science et American Journal of Science.